# Regeringen David Cameron I
David Camerons første regering blev dannet efter det britiske parlamentsvalg den 6. maj 2010.
Regeringen var en konservativ–liberal koalitionsregering.
Efter det britiske parlamentsvalg den 7. maj 2015 blev regeringen afløst af den konservative regering David Cameron II.
Blandt ministrene var:
- David Cameron, konservativ, premierminister (2010 – juli 2016)

- Nick Clegg, liberal, vicepremierminister, statsrådets Lord Præsident (2010 – 2015).

- Theresa May, konservativ, indenrigsminister (2010 – juli 2016) og minister for kvinder og ligestilling (2010 – 2012)

- Philip Hammond, konservativ, transportminister (2010 – 2011), forsvarsminister (2011 – 2014), udenrigsminister (2014 – juli 2016)

- Vincent Cable, liberal, handelsminister (2010 – 2015), tidligere næstformand for de liberale.

- Iain Duncan Smith, konservativ, arbejds- og pensionsminister (2010 – marts 2016), konservativ partileder i 2001–2003

- Jeremy Hunt, konservativ, kulturminister og minister for Sommer-OL 2012 (Secretary of of State for Culture, Olympics, Media and Sport) (2010 – 2012), sundhedsminister (2012 – nu).

- Chris Grayling, konservativ, justitsminister, lordkansler (2012 – 2015).